# Jacques Roulot
Jacques Roulot (ur. 18 listopada 1933 w Paryżu, zm. 15 lutego 2002 w Montpellier) – francuski szablista, brązowy medalista mistrzostw świata.
Podczas mistrzostw świata w Luksemburgu w 1954 roku Francuzi w składzie: Jean Brousse, Jacques Lefèvre, Jean Levavasseur, Bernard Morel, Jacques Roulot i Jean-François Tournon wywalczył drużynowo brązowy medal. Był to jego jedyny medal wywalczony w zawodach tego cyklu.
Na igrzyskach olimpijskich w Melbourne w 1956 roku drużynowo zajął czwarte miejsce, a indywidualnie dotarł do półfinałów. Brał też udział w igrzyskach olimpijskich w Rzymie w 1960 roku, gdzie indywidualnie ponownie odpadł w półfinałach, a drużynowo zajął piąte miejsce.